# Ксения Мстиславна
Ксения Мстиславна — одна из дочерей великого князя Киевского Мстислава Великого, жившая в 1-й половине XII века. Известна только по упоминанию в летописях о том, что изяславский князь Брячислав Давыдович в 1127 году был зятем Мстислава Владимировича и шурином его сына Изяслава.
Имя «Ксения» в летописях не упоминается, но среди исследователей устоялось мнение об её идентичности с похороненной в Константинополе княгиней Ксенией, вдовой Брячислава. При этом польский медиевист Дариуш Домбровский указывает, что Ксения могла быть женой одного из трёх других русских князей по имени Брячислав. Кроме того, это имя могло быть не крестильным, а монашеским.

## Биография
Ипатьевская летопись в сообщении о нападении на Полоцкую землю коалиции, созданной великим князем Киевским Мстиславом Владимировичем, называет изяславского князя Брячислава его зятем и, одновременно, шурином Изяслава Мстиславича, возглавлявшего поход. Также информация об этом походе содержится в некоторых других летописях — Лаврентьевской и Радзивиловской. На основании этого известия исследователи сделали вывод, что князь был женат на одной из дочерей Мстислава Владимировича. Нападение это в настоящее время датируется августом 1127 года. Матерью данной княжны была Христина Шведская — первая жена Мстислава.
Польский медиевист Дариуш Домбровский полагает, что жена Брячислава вероятнее всего родилась между 1105 и 1112 годами. По мнению исследователя, она должна была быть младше Мальмфриды, Ингеборги и Всеволода, а также разведённой жены волынского князя Ярослава Святополчича (если она не была с ней одним лицом, что также возможно). Хотя старшинство жены Брячислава по отношению к Изяславу, Ростиславу и Ирине установить возможности нет, Домбровский полагает, что остальные дети Мстислава и Христины, скорее всего, были младше её. По мнению исследователя, жена Брячислава была шестым, седьмым или восьмым ребёнком в семье.
Домбровский полагает, что брак между дочерью Мстислава и Брячиславом мог быть заключён после 1119 года, когда умер минский князь Глеб Всеславич, после чего великий князь Киевский Владимир Всеволодович Мономах начал активно вмешиваться во внутренние дела Полоцкой земли. По его мнению, брак между внучкой Мономаха и Брячиславом мог быть связан с желанием великого князя таким образом усилить своё влияние во владениях полоцких Всеславичей. При этом исследователь не исключает, что свадьба могла состояться уже после того как в 1125 году умер Владимир Всеволодович, что привело к серьёзным изменениям в отношениях между киевскими и полоцкими князьями.
Судьба князя Брячислава Давыдовича и его жены после 1127 года неизвестна. Также неизвестно, были ли у них дети.

## Имя
Среди исследователей устоялось мнение, что жена Брячислава Изяславского является одним лицом с русской княгиней Ксенией, которая была похоронена в Константинополе не позже 1200 года. О её существовании известно только из одного источника — описания путешествия новгородского архиепископа Антония в столицу Византийской империи. В описании города в 1200 году указывается церковь, в которой была похоронена «блаженная княгиня Ксѣния Брачиславля» (то есть Ксения, вдова Брячислава). Место захоронения традиционно отождествляется с церковью Даниила Столпника, хотя существует мнение А. П. Каждана, который полагал, что она была похоронена в одной из македонских церквей.
Указанная княгиня могла быть женой одного из четырёх известных по летописям князей, носивших имя Брячислав. Кроме изяславского князя Брячислава Давыдовича это были полоцкий князь Брячислав Изяславич (умер в 1144), туровский князь Брячислав Святополчич (умер в 1127), а также изяславский (позже витебский) князь Брячислав Василькович (умер после 1181). У Брячислава Святополчича и Брячислава Васильковича жёны в источниках не упоминаются, но, как отмечает Дариуш Домбровский, в летописях повсеместно отсутствует упоминания о супругах князей. Исследователь отмечает, что единственным аргументом, который привёл исследователей к выводу о тождественности Ксении и жены Брячислава Давыдовича — изгнание Мстиславом Владимировичем полоцких князей, среди которых мог быть и муж его дочери, в Византию, после чего она могла умереть в Константинополе. При этом Домбровский указывает, что имя Брячислава отсутствует среди изгнанных князей. Историк сомневается, что Мстислав стал бы изгонять собственного зятя и дочь. Однако он называет две другие возможные причины, по которым жена Брячислава могла оказаться в Византии: она могла совершать паломничество или приехать в гости к сестре Ирине, которая вышла замуж за Византийского императора. При этом Домбровский указывает, что причины посетить Константинополь могли быть и у жены Брячислава Святополчича, мать которого, по одной из версий, была византийкой.
Дариуш Домбровский также отмечает, что если даже идентификация Ксении с женой Брячислава Давыдовича верна, неясно, было ли это имя крестильным, или она получила его при пострижении в монахини.